# Ramūnas Garbaravičius
Ramūnas Garbaravičius (* 29. August 1956 in Kaunas) ist ein litauischer Geschäftsmann und ehemaliger Politiker.

## Leben
Nach dem Abitur 1974 an der Aleksonis-Mittelschule  in Žaliakalnis absolvierte Ramūnas Garbaravičius 1979 das Diplomstudium der Mechanik als Maschinenbauingenieur an der Fakultät für Maschinenbau am Kauno politechnikos institutas. Von 1981 bis 1992 arbeitete er an der Kauno technologijos universitetas als Ingenieur und Assistent. 
Von 1992 bis 1996 war er Direktor von UAB „Genys“. Von 2000 bis 2004 war er Mitglied im Rat der Stadtgemeinde Kaunas. 
Von 2004 bis 2008 war er Mitglied im Seimas. 
Garbaravičius war Mitglied der Tėvynės sąjunga.
Garbaravičius verfügt über die Kenntnisse der russischen, englischen und polnischen Sprachen.

## Soziales Engagement
- Vorstandsvorsitzender bei Sugihara-Fond Diplomats for Life
- Vorstandsmitglied bei Forum für die Entwicklung der Stadt Kaunas
- Vorstandsvorsitzender bei Baltic Sea Energy Forum
- Vorstandsvorsitzender bei dem Vereinigung „Didžiosios aulos muzikos draugija“

## Auszeichnungen
- Medaille der Heiligen Gottesmutter von Šiluva – das ist die höchste Ehrenauszeichnung des Erzbistums Kaunas (im Jahr 2011)
- Der Erzbischof Sigitas Tamkevičius hat den Herrn Ramūnas Garbaravičius für uneigennützige Hilfe an die Pfarrgemeinde der Heiligen Maria vom Rosenkranz in Vepriai und aufrichtiges christliches Familienleben ausgezeichnet.

## Familie
Sein Vater ist Jonas Garbaravičius, Energiewirtschaftler, Lektor, Dozent im Polytechnischen Institut Kaunas. 
Seine Mutter, Gražvyda Sofija Murkaitė-Garbaravičienė, ist Kinderärztin.
Sein Bruder Arvydas Garbaravičius ist ein Politiker und  eine gesellschaftlich engagierte Person.
Der andere Bruder ist Saulius. 